# Хатшепсут
Хатшепсут (також може читатися як Хатшепсоуі: «Найшанованіша з усіх жінок») — п'ятий фараон Вісімнадцятої династії Стародавнього Єгипту. Найуспішніша з жінок-фараонів Єгипту, який за час її 22-річного правління (в регентстві, приблизно з 1479 по 1458 рік до н. е.) набув економічного та архітектурного процвітання. Очолювала військові походи, відновила торгові відносини з країною Пунт, спорудила ряд визначних храмів, зокрема перлину стародавньої архітектури Дейр ель-Бахрі. Одна з перших відомих цариць-регентів в історії (поруч із Мернейт Першої династії) та друга жінка, яка формально мала владу «Володаря Верхнього та Нижнього Єгипту» (після цариці Нефрусебек Дванадцятої династії). Під тиском традицій, що легітимізували лише правителів-чоловіків, правила в частково маскулінізованому образі (на статуях та барельєфах носить чоловічий одяг та накладну борідку). Після смерті її культ був знищений, а дані про неї відновлені лише єгиптологами ХІХ століття.

## До сходження на престол

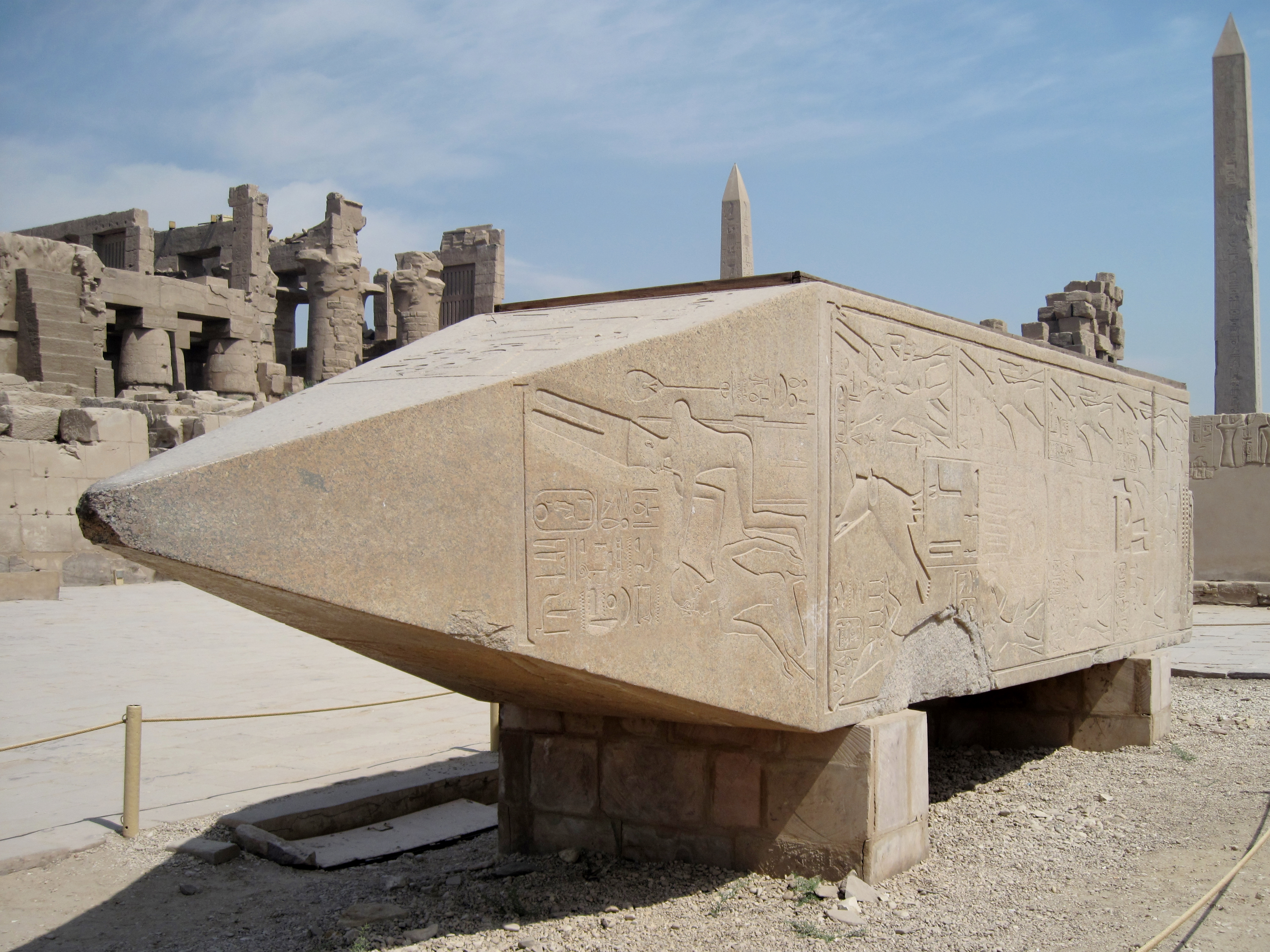
Обеліск Хатшепсут після падіння — Карнацький храм

Цариця Хатшепсут була донькою третього фараона XVIII династії Тутмоса I і цариці Яхмес (Яхмос), онукою засновника Нового царства Яхмоса I. За життя батька стала «Дружиною Бога» — верховною жрицею фіванського бога Амона. Мала рідну сестру Нефрубіті, а також трьох (або чотирьох) молодших єдинокровних братів Уаджмоса, Аменмоса, Тутмоса II і, можливо, Рамоса, — синів її батька Тутмоса I і цариці Мутнофрет. Уаджмос і Аменмос померли ще в дитинстві.
Тому після смерті Тутмоса I Хатшепсут одружилася зі своїм єдинокровним братом Тутмосом II. Так була збережена спадкоємність царської династії, адже Хатшепсут була чистої царської крові. Тутмос II був жорстоким і слабким правителем, керував неповних 4 роки (1494—1490 до н. е.; Манефон налічує 13 років його правління, що, швидше за все, помилково). Згодом Хатшепсут стала фараоном, оскільки престолонаслідування у Єгипті відбувалося по жіночій лінії. Статус жінки в Стародавньому Єгипті був досить високим. Крім того, вважається, що така сильна особистість, як Хатшепсут, досягла значного впливу ще за життя батька і чоловіка й фактично могла правити замість Тутмоса II.
Від Тутмоса II «велика цариця» Хатшепсут народила дочку Нефрура, яка носила титул «Дружина Бога» (верховної жриці Амона) і яку зображали у вигляді спадкоємиці престолу, і яка можливо була Мерітрою Хатшепсут. Окремі єгиптологи оскаржують те, що Хатшепсут була матір'ю Мерітри, але найбільш імовірно вони споріднені — оскільки ім'я Хатшепсут носили тільки ці дві представниці XVIII династії. Зображення Нефрури, вихователем якої був фаворит Хатшепсут Сенмут, з накладною борідкою і локоном юності часто трактуються як доказ, що Хатшепсут готувала спадкоємицю, «нову Хатшепсут». Однак спадкоємцем (а пізніше і співправителем Тутмоса II) все ж вважався син її чоловіка і наложниці Ісіди, майбутній Тутмос III, одружений спочатку з Нефрурою, а після її ранньої смерті — з Мерітрою.

## Воцаріння

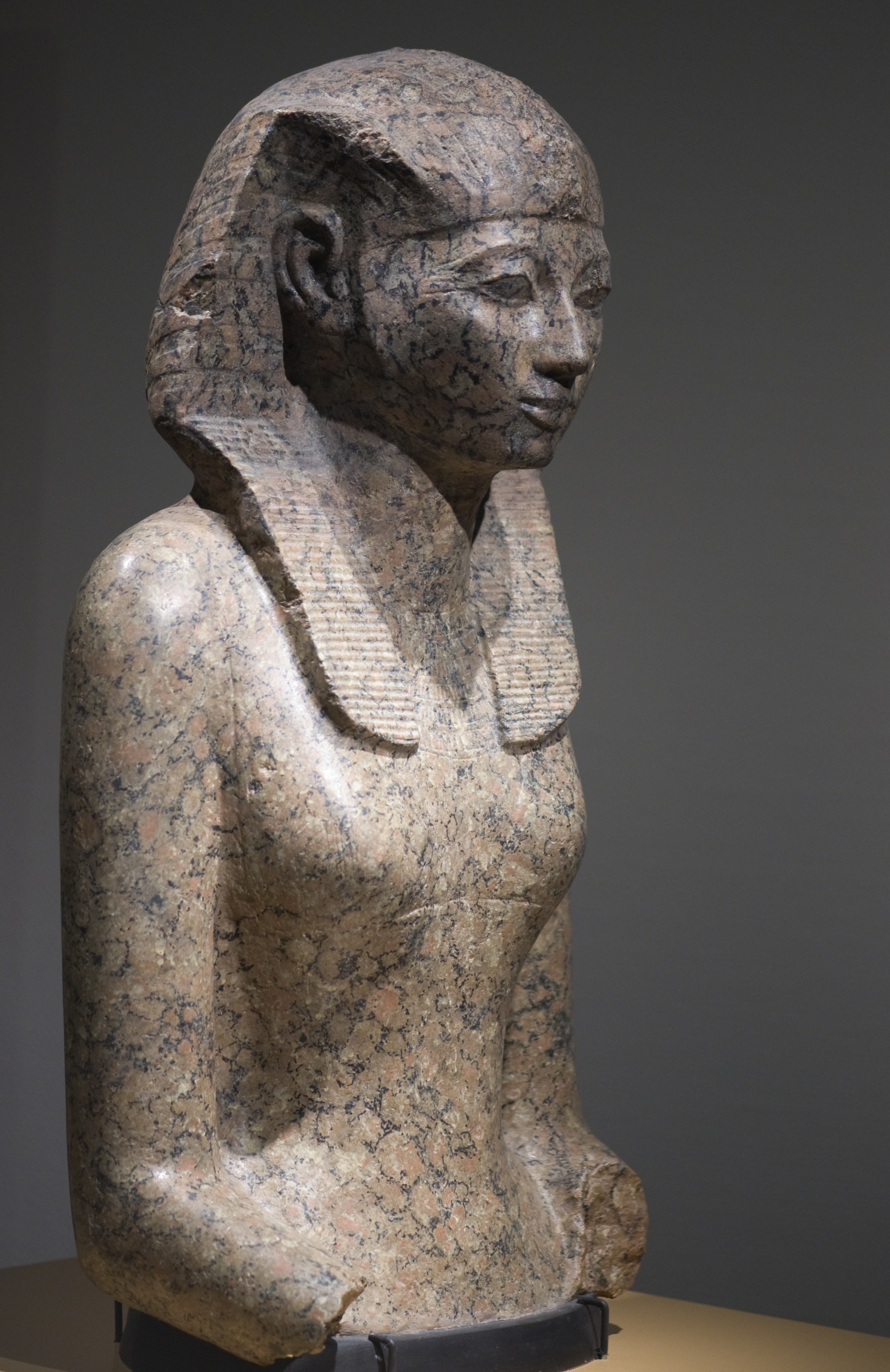
Жіноча статуя Хатшепсут

За рядом досліджень, Хатшепсут сконцентрувала в своїх руках реальну владу ще під час правління чоловіка. Наскільки це відповідає дійсності, невідомо, однак після смерті Тутмоса II 1490 року до н. е. 12-річний Тутмос III був проголошений одноосібним фараоном, а Хатшепсут — регентом (до цього Єгиптом вже правили цариці Нітокріс з VI династії і Нефрусебек з XII династії). Однак за 18 місяців малолітнього фараона відсторонила від трону легітимістська партія на чолі з фіванським жрецтвом Амона і звела на престол Хатшепсут. Під час церемонії в храмі верховного бога Фів Амона жерці, які несли важку барку зі статуєю бога, опустилися на коліна прямо біля цариці, що було розцінено фіванським оракулом як благословення Амона новій правительці Єгипту.
У результаті перевороту Тутмоса III вислано на виховання в храм (його планували усунути від престолу принаймні на час регентства Хатшепсут). Тим не менш, є відомості, що в подальшому Тутмос III допускався до управління державою, брав участь у військових походах.
Основні сили, які підтримували Хатшепсут, утворювали інтелектуальні кола єгипетського жрецтва і аристократії, а також частина видатних воєначальників. До них входили Хапусенеб, чати (візир) і первосвященик Амона, чорношкірий вельможа Нехсі, кілька ветеранів єгипетської армії, які пам'ятали ще кампанії Яхмоса, придворні джуту, Інені і, нарешті, Сенмут (Сененмут), зодчий і вихователь дочки цариці, а також придворний Сенмут, небагатий провінціал-простолюдин, який просунувся при дворі завдяки здібностям. Багато науковців вбачають в Сенмуті фаворита цариці, оскільки його ім'я згадувалось поруч з її ім'ям і він мав дві гробниці за подобою гробниці Хатшепсут.
На престолі Хатшепсут прийняла титульні імена: Праеномен — Мааткара (Маат — це Ка Ра), Номен — Кхнумут-Амон Хатшепсут (Єдина з Амоном, Найшанованіша з Усіх Жінок), Ім'я Гора — Весретка́ (Могутність Ка), Золоте ім'я Гора — Неджереткау (Священнолика), Небті — Ваджрепнут (Квітуча в літах).
Давні історики стверджували, що Хатшепсут перебувала на престолі приблизно 22 роки. (Josephus наводить 21 рік та 9 місяців, Africanus 22 роки; обидва цитують Манефона і виходять з дати першого воєнного походу Тутмоса ІІІ (22 рік правління Хатшепсут). Набагато складніше визначити час початку її царювання. Правління її батька почалося у 1506 або 1526 році до н. е. (відповідно до низької чи високої хронології). До того ж, визначити тривалість правління Тутмоса І та Тутмоса ІІ із достатньою точністю наразі неможливо. Якщо брати найкоротший можливий проміжок їхнього правління, то Хатшепсут мала б успадковувати трон через 14 років після коронації Тутмоса І, у разі ж найдовших можливих періодів правління цих двох фараонів — через 25 років. Відтак, Хатшепсут могла отримати владу найраніше у 1512 році до н. е., а найпізніше — у 1479 році до н. е. Старіші хронології датують її правління 1504—1482 роками до н. е., а сучасні сходяться на думці, що вона володарювала з 1479 по 1458 рік до н. е., хоча цьому і немає переконливих доказів.

## Правління

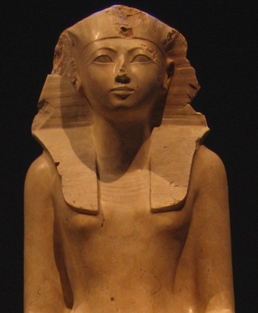
Вапнякова скульптура Хатшепсут у художньому Метрополітен-музеї в Нью-Йорку. Хоча на статуї цариця зображена без накладної бороди, але містить інші символи влади фараонів: зокрема, головний убір немес, увінчаний царським уреєм

Після сходження на престол Хатшепсут була проголошена фараоном Єгипту під ім'ям Мааткара Хенеметамон з усіма регаліями і дочкою Амона-Ра (в образі Тутмоса I), тіло якої було створено самим богом Хнумом. Влада цариці, що спиралася, насамперед, на жерців Амона, була легітимізована за допомогою легенди про теогамію («божественний шлюб», під час якого бог Амон нібито спустився з небес до земної цариці Яхмес, щоб, прийнявши вигляд Тутмоса I, зачати «свою дочку» Хатшепсут). Крім того, в церемоніальних написах стверджувалося, що цариця була обрана спадкоємицею єгипетського престолу ще за життя свого земного батька, що не відповідало дійсності. Згодом офіційна пропаганда постійно використовувала легенду про божественне походження Хатшепсут для легітимізації її правління.
Оскільки фараон в Єгипті був втіленням Гора, він міг бути тільки чоловіком. Прийнявши титулатуру фараонів, Хатшепсут стала зображуватися в головному уборі хат з уреєм, з накладною борідкою. Хатшепсут носила чоловічий одяг і штучну бороду на офіційних церемоніях, однак далеко не в обов'язковому порядку: окремі статуї цариці, як, наприклад виставлені в Музеї Метрополітен,  зображують її в облягаючому жіночому одязі, але в накидці-Немес і без накладної бороди. Спочатку статуї і зображення Хатшепсут представляли її з жіночою фігурою, але в чоловічих строях, проте в пізніших аналогах її образ був остаточно маскулінізований. Прообразом таких зображень Хатшепсут можна вважати деякі збережені статуї цариці Нефрусебек, для яких також характерна комбінація чоловічого і жіночого канону. Попри це, в написах на стінах храмів цариця продовжувала називати себе найгарнішою з жінок і відмовилася від одного з царських титулів — «Могутній бик».

## Досягнення

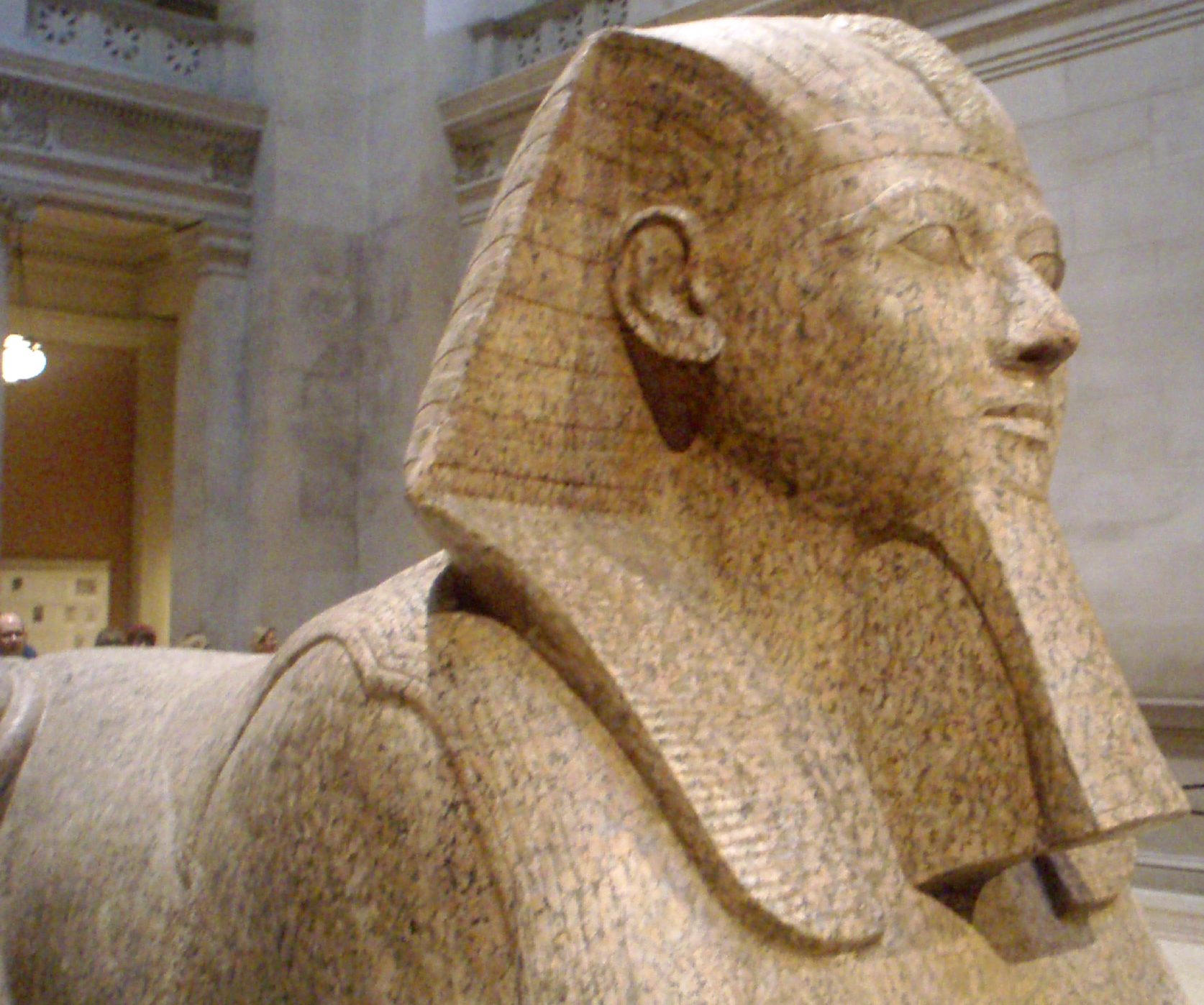
Гранітний сфінкс із ликом Хатшепсут

При Хатшепсут Єгипет процвітав в економічному плані. Встановлювалися класичні рабовласницькі відносини, велася активна торгівля. Порівняно з іншими фараонами, царювання Хатшепсут було тривалим і успішним. Вона вела вдалі військові дії на початку свого правління, але вважається правителькою, яка відкрила період тривалого миру. Відновила торговельні відносини, втрачені протягом іноземної окупації, і принесла величезні багатства в Єгипет. Ці ресурси використала, щоб розпочати будівельні проєкти, які підняли архітектуру Стародавнього Єгипту на новий рівень.

### Торгівля
Близько 1482/1481 року до н. е., на 9-му році свого правління Хатшепсут спорядила експедицію під керуванням Нехсі, до якої увійшло 210 матросів і п'ять кораблів, у далеку країну Пунт, відому також як Та-нечер — «Земля Бога». Місцезнаходження Пунту точно не встановлене (швидше за все, узбережжя Східної Африки в районі Африканського Рогу — сучасного півострова Сомалі). Контакти з Пунтом, основним експортером миррового дерева, перервані в епоху Середнього царства, були життєво необхідні Єгипту. В експедиції єгиптяни закупили в Пунті деревину чорного та миррового дерева, різні пахощі, зокрема ладан, чорну фарбу для очей, слонову кістку, ручних мавп, золото, рабів і шкури екзотичних тварин. Рельєфи храму в Дейр ель-Бахрі показують всі подробиці цієї кампанії: флот Хатшепсут, особливості ландшафту Пунта з лісами благовонних дерев, екзотичними тваринами і будинками на палях, та сцену визнання правителями Пунта (царем Пареху і царицею Аті) формальної влади Хатшепсут.

### Військові походи
Тривалий час вважалося, що Хатшепсут як жінка не могла очолювати військові походи, а її правління було гранично мирним, що нібито викликало невдоволення армії. Проте новітні дослідження довели, що вона особисто очолювала один із двох здійснених під час її правління військових походів до Нубії, а також контролювала Синайський півострів, Фінікійське узбережжя, Південну Сирію і Палестину. Зокрема, ведення військових кампаній царицею підтверджує напис у Тангурі — переможна реляція, висічена на скелі в районі Другого порога Нілу. Понад те, ймовірно, Хатшепсут командувала єгипетськими військами в ряді походів проти бунтівних сирійських і палестинських міст. Відомо, що Хатшепсут допустила свого пасинка Тутмоса до військової служби, що відкрило йому шлях до визнання першим великим воїном в історії.

### Будівельні проєкти

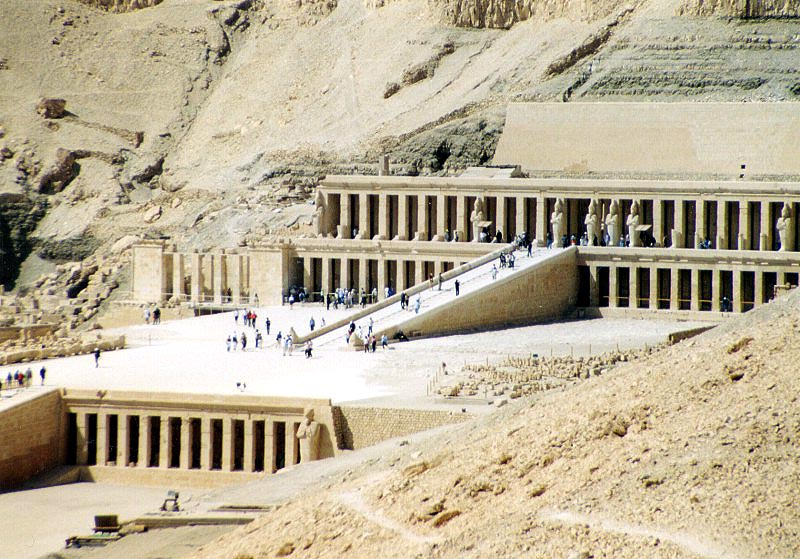
Заупокійний храм Хатшепсут у Дейр ель-Бахрі. Зодчий — Сенмут

Правління Хатшепсут ознаменувало собою небувале процвітання і піднесення Єгипту. З усіх сфер своєї діяльності Хатшепсут проявила себе перш за все як фараон-будівельник. Більше неї будував тільки Рамсес II Меріамон (який наносив своє ім'я і на монументи попередників). Цариця відновила безліч зруйнованих завойовниками-гіксосами пам'ятників. Вона активно вела будівництво храмів: в Карнаці було споруджено так зване «Червоне святилище» Хатшепсут для церемоніального човна бога Амона; рельєфні зображення на стінах святилища, нещодавно повністю відновленого з розрізнених блоків, присвячені спільному правлінню Хатшепсут і Тутмоса III, а також легітимізації її одноосібної влади. Тут же, в Карнаці, за наказом цариці були встановлені гігантські гранітні обеліски, споруджений VIII пілон у храмі Амона, споруджене святилище Амона-Камутефа, значно розширений храм подружжя Амона — богині Мут. Два обеліски Хатшепсут (висотою 29,56 м) поряд із пілоном храму Амона-Ра в Карнаці були найвищими з усіх побудованих раніше в Єгипті, поки їх не заклав кам'яною кладкою Тутмос III (донині зберігся один із них).
Найвідомішим пам'ятником архітектури епохи Хатшепсут є прекрасний храм у Дейр ель-Бахрі, віддаленій західній частині Фів, який носив у давнину назву Джесер Джесеру — «Священний зі священних» — і будувався протягом 9 років — з 7-го (імовірно, 1482 до н. е.) по 16-й (1473 до н. е.) рік правління цариці. Його архітектором був Сенмут [джерело?], і, хоча храм багато в чому повторював храм фараона Середнього царства Ментухотепа I, його величні колони вражають уяву донині. Для свого часу храм був багато в чому унікальним, демонструючи бездоганну гармонію архітектурного комплексу за 1000 років до зведення Парфенона в Афінах.
Джесер Джесеру складався з трьох великих терас, прикрашених портиками з білосніжними вапняковими протодоричними колонами. У центрі тераси були розділені масивними пандусами, які ведуть нагору, до святилища храму. Тераси храму були прикрашені численними яскраво розписаними осіричними пілястрами цариці, її уклінними колосальними статуями і сфінксами, багато з яких зберігаються в зібраннях Єгипетського музею в Каїрі і музею метрополітен в Нью-Йорці. До першої з терас вела довга алея поліхромних пісковикових сфінксів цариці, обсаджена завезеними з Пунта мирровими деревами. Сфінкси перебували з обох сторін дороги шириною приблизно в 40 метрів, яка веде від нижньої тераси храму до кордону пустелі й зрошуваних полів долини Нілу, де був споруджений гігантський пілон. Крім самої цариці, комплекс у Дейр-ель-Бахрі був присвячений Амону-Ра, батьку Хатшепсут Тутмосу I, провіднику в загробний світ Анубісу і Хатхор Іментет — володарці некрополів Західних Фів і великої захисниці померлих. Перед самим храмом був розбитий сад з екзотичних дерев і чагарників, вириті Т-образні басейни.
Унікальні рельєфи храму в Дейр-ель-Бахрі приголомшують рівнем виконання і висвітлюють основні події царювання Хатшепсут. На стінах портика нижньої тераси зображена доставка обелісків цариці з Асуана в Карнак і ритуальні сцени, пов'язані з ідеєю об'єднання Верхнього і Нижнього Єгипту. Рельєфи другої тераси оповідають про божественний союз батьків Хатшепсут — бога Амона і цариці Яхмес, і про знамениту військово-торговельну експедицію в країну Пунт, споряджену царицею на 9-му році правління. Ідея єдності Обох земель зустрічається ще раз на перилах пандуса, який сполучає другу і третю тераси храму. Нижня основа цих сходів прикрашена скульптурними зображеннями гігантської кобри — символу богині Уаджет, — хвіст яких піднімався вгору по верхній частині перил. Голову змії, яка уособлює покровительку Нижнього Єгипту Уаджет, своїми крилами обрамляє сокіл Хор Бехдетський, бог-покровитель Верхнього Єгипту.
По краях другої тераси розташовані святилища Анубіса і Хатхор. Обидва святилища складаються з 12-колонних гіпостильних зал, розташованих на терасі, й внутрішніх приміщень, які уходять у глиб скелі. Капітелі колон святилища Хатхор були прикрашені позолоченими ликами богині, спрямованими на захід і схід; на стінах святилища зображена сама Хатшепсут, яка п'є божественне молоко з вимені священної корови Хатхор. Верхня тераса храму була присвячена богам, які дарували життя Єгипту, і самої Хатшепсут. По боках центрального двору третьої тераси розташовані святилища Ра і батьків Хатшепсут — Тутмоса I і Яхмес. У центрі цього комплексу розташована Свята Святих, святилище Амона-Ра, яке було найголовнішою і самої потаємної частиною всього храму Дейр-ель-Бахрі.
Поблизу Дейр-ель-Бахрі, також на захід від Фів, Хатшепсут наказала спорудити особливе святилище в Медінет Абу на місці священного пагорба Джемі, під яким упокоївся на початку часів змій Кематеф, втілення творчої енергії Амона-Ра. Однак Хатшепсут вела активне будівництво храмів не тільки у Фівах, але й в усьому Єгипті. Відомі скельний храм, споруджений царицею в майбутньому Спеос Артемідосі на честь левоголової богині Пахет, а також храм богині Сатет на острові Елефантина; крім того, архітектурні фрагменти з ім'ям цариці виявлені в Мемфісі, Абідосі, Гермонтісі, Ком-Омбо, Ель-Кабі, Гермополісі, Кусі, Хебену. У Нубії за наказом цариці були споруджені храми у фортеці Середнього царства Бухен, а також у ряді інших пунктів — в Саї, Даці, Семні та Каср Ібрімі, при цьому багато з пам'ятників Хатшепсут, можливо, постраждали під час одноосібного правління Тутмоса III.

## Смерть і муміфікація

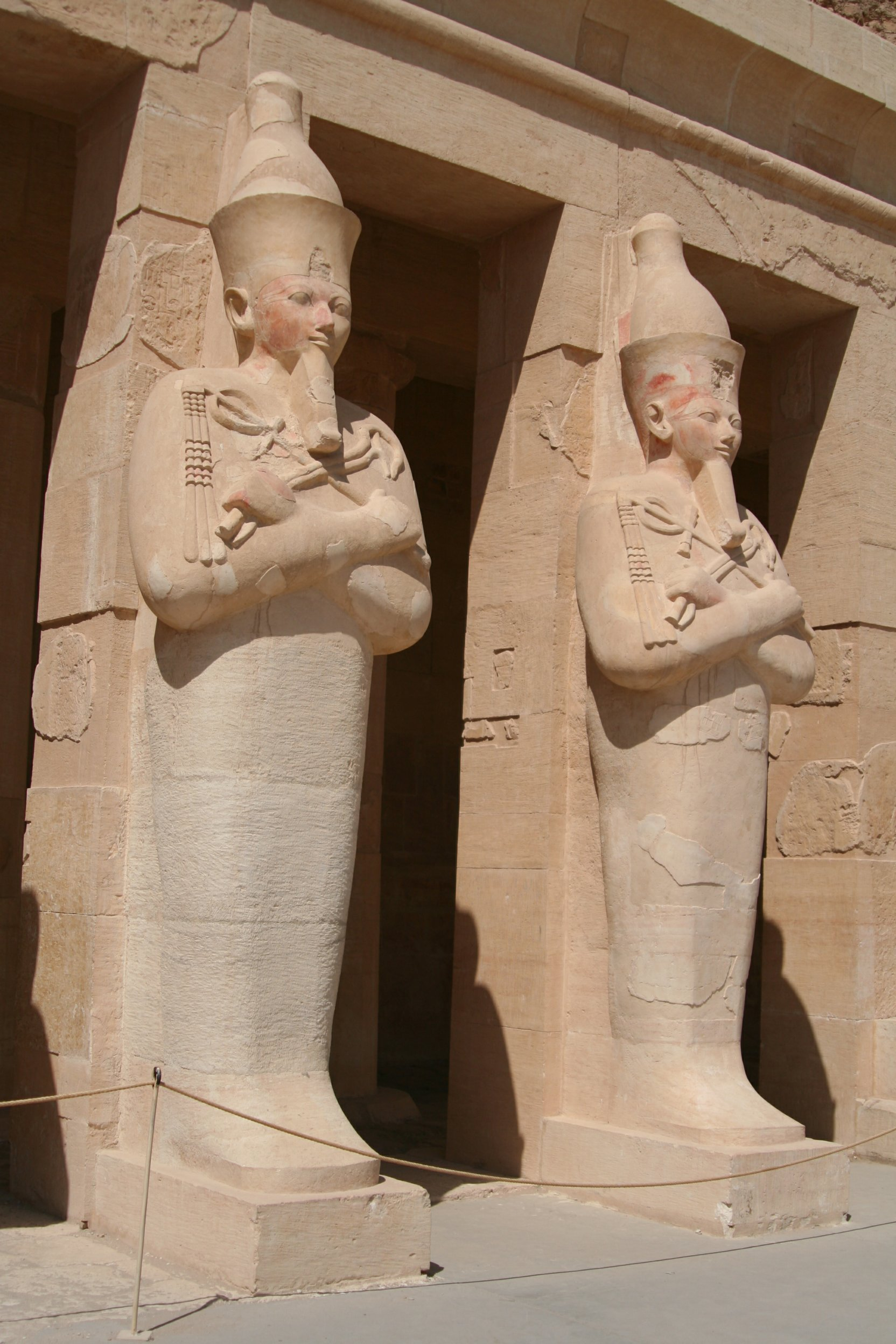
Парні осірістичні статуї Хатшепсут перед храмом у Дейр ель-Бахрі

Хатшепсут померла близько 1468 року до н. е., на 22 році царювання. Оскільки вона ще далеко не досягла похилого віку (за сучасними дослідженнями, їй було близько 50), висувалися версії як природної, так і насильницької смерті цариці. Так, Тутмос III, намагаючись знищити культ мачухи, після її смерті наказав ліквідувати всі зображення, згадки, вівтарі Хатшепсут. За сучасними дослідженнями, причиною смерті стало поєднання цукрового діабету та раку кісток і печінки.
Рештки Хатшепсут довгий час вважалися втраченими, але в березні 2006 року доктор Заї Хавасс, голова Єгипетської служби давностей заявив, що виявив мумію Хатшепсут, яка пролежала чимало років на третьому поверсі Каїрського музею. У червні 2007 року мумія KV60 була офіційно ідентифікована як тіло Хатшепсут. На користь цього свідчили кілька фактів. По-перше, — результати ДНК-порівняння матеріалу мумії KV60 з мумією Яхмос Нефертарі, бабусі Хатшепсут. По-друге, томографічне сканування показало, що зуб, який раніше було знайдено у маленькій дерев'яній шкатулці із зображенням картуша Хатшепсут, є зубом, якого не вистачає в щелепі мумії KV60. Це відкриття було названо «найважливішим у Долині Царів після знахідки гробниці Тутанхамона». Тим не менш, єгиптологи, які не були учасниками проєкту Заї Хавасса, утримуються від будь-яких висновків до подальших досліджень.
Проведений у 2011 році аналіз мумії встановив, що Хатшепсут користувалася ліками для короткочасного знеболення (варіант: косметичним засобом для шкіри), до складу якого входила канцерогенна речовина, і за кілька років застосування могла отруїтися. У складі лосьйону виявився бензопірен — ароматичний і вкрай канцерогенний вуглеводень. Як відзначають науковці, це робить версію отруєння вкрай імовірною.

## Знищення культу Тутмосом III

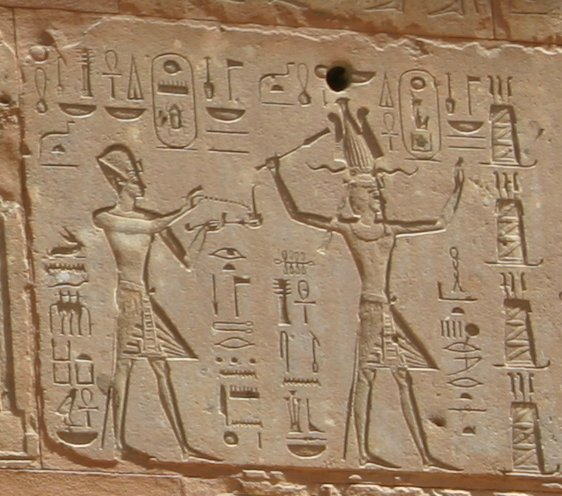
Рельєф із «Червоного святилища» в Карнаці: Хатшепсут поруч із Тутмосом III

Усталеним є твердження, що Тутмос III наказав знищити всі відомості про покійну Хатшепсут і всі її зображення в помсту за позбавлення його влади, тому тривалий час про Хатшепсут практично не було відомо. Зокрема, величезні золочені обеліски в Карнаці були закладені кам'яним муром чи просто засипані піском, багато зображень цариці з храму в Дейр ель-Бахрі¹ знищені або закопані поблизу, ім'я Хатшепсут було виключене з офіційних храмових списків фараонів Єгипту. Ім'я Хатшепсут вирізалося з картушів і замінювалося іменами Тутмоса I, Тутмоса II і Тутмоса III, що було для стародавніх єгиптян рівносильно прокльону.
Альтернативна точка зору на переслідування пам'яті Хатшепсут висвітлює ці дії як необхідні молодому фараону Тутмосу III, щоб довести легітимність свого правління. Гіпотезу частково підтверджують дослідження, проведені групами єгиптологів, очолюваних Чарльзом Німсом і Пітером Дорманном. Вивчивши пошкоджені зображення і написи, прийшли до висновку, що пам'ятники часів Хатшепсут могли бути пошкоджені після 42-го року (1448 до н. е.) правління Тутмоса III, а не 22-го, як вважалося раніше, що підважує загальновідому теорію про помсту Тутмоса III мачусі.
Таким чином, видається можливим, що Тутмос III, слідуючи пораді наближених, стирав сліди правління Хатшепсут через консервативну ієрархічну політичну систему Стародавнього Єгипту, яка допускала до управління державою тільки чоловіків — в поглядах єгиптян, сам факт перебування жінки на престолі міг порушувати «встановлений зверху» принцип космічної справедливості маат. Непрямим підтвердженням є те, що Сенмут міг впасти в немилість ще за життя Хатшепсут, а його гробниця могла бути пошкоджена ще до сходження на престол пасинка Хатшепсут.
Дискутуючи причини посмертних гонінь Хатшепсут, окремі єгиптологи відмовляють їм у системності, висуваючи гіпотезу, що її картуші могли постраждати внаслідок атоністичного релігійного перевороту Ехнатона: частина царського імені цариці, Хенеметамон, містила у собі ім'я Амона, отже, підлягала забороні та знищенню. Сеті I, відновлюючи пам'ятники XVIII династії, пошкоджені при «цариці-єретичці», в силу традиції на місце стертих картушів міг вписувати імена не самої цариці, а її найближчих родичів.
У світлі триваючої дискусії щодо відносин Тутмоса III і Хатшепсут особливого значення набуває нещодавнє відкриття дев'яти золотих картушів, які включають як ім'я Хатшепсут, так і ім'я Тутмоса, поблизу одного з обелісків у храму Хатшепсут у Луксорі.

## Дослідження та пам'ять

### В єгиптології

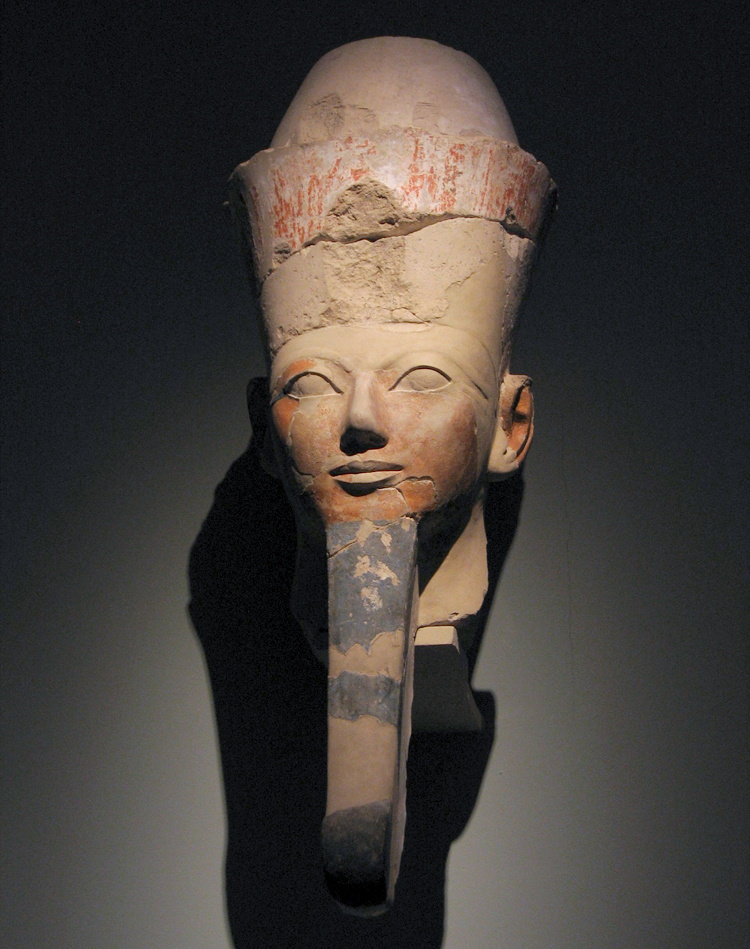
Осірістична голова Хатшепсут з храму в Дейр ель-Бахрі. Музей мистецтва Метрополітен, Нью-Йорк.

Тривалий час неординарна особистість Хатшепсут була практично невідома ні науковому світу, ні широкій громадськості (хоча існує версія, що вона знайшла своє відображення в середньовічній арабській історичній традиції, яка приводить історію вигаданої староєгипетської цариці Далукі, котру іноді помилково ототожнюють з Клеопатрою VII). Однак завдяки історичним і археологічним дослідженням життєвого шляху Хатшепсут до неї відродився широкий інтерес. Починаючи з XIX століття в її описах домінували дві протилежні тенденції, які представляли її або правителькою, яка випередила свій час, або корисливим узурпатором. Навколо її імені існують різноманітні теорії, одна з яких стверджує, що Хатшепсут тотожна добрій єгипетській царівні, яка підібрала з Нілу кошик із немовлям Мойсеєм і виховала його. Гіпотеза Іммануїла Великовського ототожнює Хатшепсут із біблійною царицею Савською, а експедицію в Пунт — з відвідуванням її посольством царя Соломона.
В академічній науці на зламі XIX — XX ст. розгорілася дискусія щодо її особистості та рішення «проблеми Хатшепсут». Спочатку Хатшепсут вважалася старшою сестрою і дружиною Тутмоса III. Ця гіпотеза базувалася на омані, що заміна імені одного царя ім'ям іншого обов'язково свідчить про пряму послідовність їхнього правління. Плутанина з картушами Хатшепсут, заміненими Тутмосом III не тільки своїми картушами, але й картушами її батька і чоловіка, приводила до пояснення цих процесів міжусобицями між старіючим Тутмосом I і Тутмосом II з одного боку, і Тутмосом III і Хатшепсут, — з іншого. Цю точку зору відстоював німецький єгиптолог Курт Зете, який стверджував, що Хатшепсут і Тутмос III разом спочатку скинули Тутмоса I, а потім, повернувши перестарілого царя, відсторонили від влади Тутмоса II. Таким чином, Хатшепсут представлялася амбітним узурпатором, жінкою, яка відібрала владу навіть у батька, а побудови щодо спадкування Тумосів виглядали так: Тутмос I — Тутмос III — Тутмос III і Хатшепсут (співправління) — Тутмос III, який усунув Хатшепсут, — Тутмос I і Тутмос II — Тутмос II (після смерті старшого Тутмоса) — Тутмос III і Хатшепсут — Тутмос III (одноосібно).
Така громіздка схема, яка налічує чотири державних перевороти за двадцять років, була рішуче розкритикована швейцарським науковцем1 Едуардом Навіллем, який, спираючись на нові археологічні відкриття, запропонував теорію, яка пояснювала проблему Хатшепсут. Едуард Меєр удосконалив теорію Навілля, що дозволило їй згодом стати загальноприйнятою.
Незважаючи на очевидну неспроможність своєї теорії, Курт Зете не відмовився від неї і лише дещо ревізував її, спростивши до ланцюга наслідувань: Тутмос I — Тутмос II і Хатшепсут — Хатшепсут і Тутмос III — Тутмос I і Тутмос II — Тутмос II — Хатшепсут і Тутмос III — Тутмос III. Незважаючи на те, що і ця гіпотеза грішила воскресінням Тутмоса I і Тутмоса II, які нібито повернулися з політичного небуття в розпал правління Хатшепсут, її дотримувалися багато видних єгиптологів, у тому числі Борис Тураєв і Джеймс Генрі Брестед. «Проблема Хатшепсут» була остаточно вирішена Вільямом Ф. Еджертоном, який прийшов до висновку, що якщо б правління Хатшепсут дійсно було перервано ефемерним правлінням її чоловіка і батька, пошкоджені ними картуші Хатшепсут неодмінно були б відновлені після її повернення на престол.

### У популярній культурі
З розвитком феміністичної та жіночої історії інтерес до Хатшепсут зріс, особливо у зв'язку з тим, що перша видатна жінка в історії усунула від влади першого великого завойовника. Поступово західна культура популяризувала її в образі розумної, енергійної, наділеної неабиякими політичними і аналітичними здібностями і водночас привабливої правительки.
Хатшепсут присвячено кілька книг (як белетристських біографій на кшталт «Хатшепсут» Евелін Веллс, так і художніх романів, наприклад, «Дочка Амона» Мойри Калдекотт; «Спокуса Богині» Пауліни Гейдж; «Страж фараона» Михайла Ахманова). Більшість з них вносять пригодницькі елементи в життєпис цариці, зображуваної прекрасною миролюбною жінкою. З ними контрастує роман Елоїзи Джарвіс Макграу «Мара, дочка Нілу», який експлуатує застарілу точку зору на Хатшепсут як «злу мачуху Тутмоса». Роман присвячений боротьбі дивного союзу рабині Мари і аристократів проти «узурпаторші», яка розтрачує державні кошти на споруди і яка тримає Тутмоса III як бранця у власному палаці. Правління Хатшепсут описано також у книгах Пола Доуерті «Маска Ра» і Ф. Ванденберга «Наместниця Ра». Її правління дуже докладно описує Віра Крижанівська в окультному романі «Цариця Хатасу»
До цього моменту не було здійснено жодної художньої постановки про Хатшепсут або Тутмоса III.
У популярній культурі Хатшепсут — лідер Єгипту в покроковій стратегічній комп'ютерній грі «Civilization IV» (Sid Meier's Civilization IV; в попередніх версіях гри єгипетську цивілізацію очолювали Рамсес II і Клеопатра VII).
На честь її названо відкритий в 1960 невеликий астероїд 2436 Хатшепсут.
Вшанована на Поверсі спадщини Джуді Чикаго.